# Критически дискурсивен анализ
Критическият дискурсивен анализ е един от видовете дискурсивен анализ, разработен от Норман Феркло (Norman Fairclough).
Застъпва становището, че дискурсът е един от многото аспекти на всяка една социална практика. За критическия дискурсивен анализ основна област на научен интерес е изучаването на промените в дискурса, които се дължат на интертекстуалност – механизма въз основа на който даден текст привлича отделни елементи и дискурс с други текстове. Комбинацията от елементи от различни дискурси води до промяна в определен дискурс, и следователно – до промяна в социо-културния свят. 